# الدنيا مقلوبة (فلم)
الدنيا مقلوبة فيلم دراما،  كوميدي مصري من إنتاج سنة 2015. الفيلم من إخراج هاني صبري، وتأليف محمد سيد قناوي، ومن بطولة باسم سمرة، وعلا غانم، وأحمد عزمي، وإدوارد، وراندا البحيري.

## ملخص القصة
- يقدم الفيلم واقعًا موازيًا في سياق أحداثه حيث يفترض أن (أمريكا) قد تحولت إلى دولة نامية، وأن (مصر) قد صارت من الدول العظمى ، ووسط المعاناة التي يعانيها أحد الشباب في (أمريكا) (باسم سمرة)، يحاول بكل السبل الهجرة إلى (جمهورية مصر العظمى)، ولكن ما يقف في طريقه كحجر عثرة هو كثرة الإجراءات البيروقراطية التي يواجهها من أجل حلم الهجرة إلى (مصر).[4]

## طاقم التمثيل
- باسم سمرة[5]
- علا غانم
- أحمد عزمي
- إدوارد
- راندا البحيري
- صلاح الحسيني
- حسن العدل
- عبد الله مشرف
- أحلام الجريتلي
- منير مكرم
- سعيد طرابيك
- حسن عبد الفتاح
- صبري عبد المنعم

## الإنتاج
- كتب محمد سيد قناوي قصة الفيلم، وكان الفيلم من إخراج هاني صبري، المنتج مدحت سعد.

## روابط خارجية
- مقالات تستعمل روابط فنية بلا صلة مع ويكي بيانات